# کاننین
کاننین (به ژاپنی: 寛仁 Kannin)؛ نام یک عصر تاریخی ژاپنی (نِنگُو) بود. این عصر بعد از چووا و قبل از جی‌آن (دوره) قرار داشت و از آوریل ۱۰۱۷ تا فوریه ۱۰۲۱ میلادی به طول انجامید. در طی این عصر امپراتور گو-ایچیجو امپراتور ژاپن بود.